# Sojus TMA-02M
Sojus TMA-02M ist eine Missionsbezeichnung für den Flug eines russischen Sojus-Raumschiffs zur Internationalen Raumstation (ISS). Im Rahmen des ISS-Programms trägt der Flug die Bezeichnung ISS AF-27S. Es war der 27. Besuch eines Sojus-Raumschiffs an der ISS und der 133. Flug im Sojusprogramm. Es wurde zum zweiten Mal das weiterentwickelte Sojus-Raumschiff mit digitaler Steuerungstechnik eingesetzt, welches von nur einem Raumfahrer bedient werden kann.

## Besatzung

### Hauptbesatzung
- Sergei Alexandrowitsch Wolkow (2. Raumflug), Kommandant, (Russland/Roskosmos)
- Michael Edward Fossum (3. Raumflug), Bordingenieur, (USA/NASA)
- Satoshi Furukawa (1. Raumflug), Bordingenieur, (Japan/JAXA)

### Ersatzmannschaft
- Oleg Kononenko (2. Raumflug), Kommandant, (Russland/Roskosmos)
- Donald Pettit (3. Raumflug), Bordingenieur, (USA/NASA)
- André Kuipers (2. Raumflug), Bordingenieur, (Niederlande/ESA)

## Missionsverlauf
Die Mission brachte drei Besatzungsmitglieder der ISS-Expeditionen 28 und 29 zur Internationalen Raumstation. Das Sojus-Raumschiff löste Sojus TMA-20 als Rettungskapsel ab.